# Facultad de Ingeniería (UNER)
La Facultad de Ingeniería es una de las nueve facultades de la Universidad Nacional de Entre Ríos. Se encuentra ubicada en la ciudad de Oro Verde, provincia de Entre Ríos, Argentina. En dicha facultad pueden cursarse tres carreras de grado: Bioingeniería, la Licenciatura en Bioinformática e Ingeniería en Transporte, además de dos carreras de pregrado y cuatro de posgrado.

## Sede
Su sede se encuentra en el predio que la Universidad Nacional de Entre Ríos (UNER) posee en la localidad de Oro Verde, en el que también se sitúa la Facultad de Ciencias Agropecuarias, perteneciente también a la UNER.
El edificio de la Facultad de Ingeniería cuenta más de 3700 m² de edificación, distribuidos en 4 pabellones que incluyen 8 aulas y 25 laboratorios y albergan a unos 1000 estudiantes, más de 180 docentes y 34 personas para tareas administrativas técnicas y de servicios.
Se cuenta además con un edificio de tres plantas denominado Centro de Medios que posee un auditorium, oficinas y la Biblioteca "Dr. Eduardo Barbagelata" . En el mismo edificio se encuentra también la Biblioteca de la Facultad de Ciencias Agropecuarias. En estos edificación se cuenta además con una nueva área dedicada al Laboratorio de Prototipado Electrónico e Impresión en 3D, Laboratorios de Investigación de la FCA, y sala de lectura de la Biblioteca y áreas de recepción.

## Historia
El 31 de octubre de 1984 por Resolución n.º 2447 del Ministerio de Educación y Justicia de la Nación se crea la Facultad de Ingeniería en la que se cursaría la carrera de Bioingeniería, que fue reconocida oficialmente el 29 de marzo de 1985 mediante Resolución N.º 770 del mismo Ministerio. En dicha Resolución se estableció el título de la carrera y sus incumbencias profesionales, incorporándolas además a la reglamentación existente para las mismas.
A partir de aquella fecha, la Facultad de Ingeniería se convirtió en la pionera en brindar el conocimiento de grado de la Bioingeniería, no solo en la Argentina, sino en Sudamérica y compartiendo el privilegio con México en Latinoamérica.
El 3 de julio de 1992, se produce -con 8 egresados- la primera colación de Bioingenieros, fecha en la que desde entonces se celebra el día del Bioingeniero. 
En el año 2004 se aprueba la creación de una nueva carrera en el marco de la Facultad de Ingeniería, la Licenciatura en Bionformática con una duración de cinco años. En el 2006 se comienza a dictar esta carrera en la facultad, con un total de 70 inscriptos.

## Carreras de grado
Las carreras que se pueden cursar en esta dependencia académica, tienen como punto en común su característica de innovación, su interdisciplinariedad, y su proyección de carreras pensadas para el futuro. Con una fuerte mezcla de elementos de la biología, la anatomía y la genética con áreas duras como matemáticas, física, programación o electrónica. Y en el caso de la nueva Ing. en Transporte, se aprovechan las fuertes bases en Ingeniería y Cs. Naturales, sumados a compartir la problemática de resolver e intervenir sobre sistemas complejos, con característica que comparten tanto los sistemas actuales de transporte y su logística, con los sistemas biológicos y del propio cuerpo humano.

### Bioingeniería
La Bioingeniería es una de las disciplinas más jóvenes de la ingeniería en la que los principios y herramientas de la ingeniería, ciencia y tecnología se aplican a los problemas presentados por la biología y la medicina.
Interpreta y brinda soluciones técnicas a las necesidades de la medicina humana y animal y de la biología utilizando la electrónica, la informática y la mecánica como principales herramientas.
El Bioingeniero trabaja en actividades con alto contenido tecnológico en áreas de Biomateriales, Biomecánica, Ingeniería Clínica, Biosensores, Rehabilitación, Imágenes Médicas, Órganos Artificiales, Señales Biológicas, Telemedicina entre otras desciplinas relacionadas.

### Licenciatura en Bioinformática
La Bioinformática interviene en problemáticas relacionadas con las ciencias biomédicas aplicando la informática en el análisis, modelado y simulación de las estructuras y fenómenos observados en los seres vivos en los distintos niveles de organización.
Además de estar asociada a los programas de secuenciación y análisis de genomas de distintas especies, esta especialización cumple un importante papel en el análisis de cualquier tipo de datos biológicos, ecológicos, sistemáticos y bioquímicos con el soporte principal de programas informáticos (software).

### Ingeniería en Transporte
La Ingeniería en Transporte tiene el objetivo de aplicar los principios tecnológicos y científicos para la planificación, diseño, operación y administración de todos los  modos de transporte con el fin de proveer un movimiento seguro, conveniente, económico y compatible con el medio ambiente de bienes y personas.
En la actualidad, el desarrollo tecnológico avanza muy rápidamente y su evolución está íntimamente ligada con la actividad del transporte. Este desarrollo exige contar con profesionales formados para planificar las infraestructuras que contribuyan al crecimiento territorial con una visión estratégica, con un enfoque integral, complejo, multidisciplinar de escala ampliada. Profesionales que puedan llevar adelante funciones adecuadas a los nuevos desafíos a los que se enfrentan las ciudades a nivel global, con aptitudes y conocimientos específicos para desenvolverse en el sector público, privado y/o no gubernamental.

## Carreras de posgrado
Existen cuatro carreras de posgrado: 
- Especialización en Sistemas Embebidos
- Especialización en Ingeniería Hospitalaria
- Maestría en Ingeniería Biomédica
- Doctorado en Ingeniería (mención Bioingeniería)

## Carreras de pregrado
- Tecnicatura Universitaria en Producción de Medicamentos
- Tecnicatura Universitaria en Medicina Nuclear
- Tecnicatura en Procesamiento y Explotación de Datos (dictada en la ciudad de Crespo)

## Autoridades de la FI-UNER (2014-2018)
- Decano: Dr. Bioing. Diego Martín Campana
- Vice Decana: Lic. Diana M. Waigandt
- Secretaria General: MS Bioing. María Carla Mántaras
- Secretaria Académica: MS Bioing. Andrés Naudi
- Secretario de Investigación y Postgrado: MS Bioing. Rubén C. Acevedo
- Secretario de Extensión y Difusión:  Lic. Gretel Ramírez
- Secretario Técnico: Bioingeniero Sergio Escobar

## Centro de estudiantes
A la elección de Centro de Estudiantes del año 2013 se presentaron dos listas: La Nueva Corriente e Integración Estudiantil.
Las elecciones fueron a favor de La Nueva Corriente que obtuvo el 69% de los votos, quedando la comisión directiva conformada de este modo:
- Presidente: Mauricio Tanus Mafud (La Nueva Corriente)
- Secretaría General: Ramiro Muñoz (La Nueva Corriente)
- Secretaría de Finanzas: María del Rosario Basgall (La Nueva Corriente)
- Secretaría de Bienestar Estudiantil: Mariana Colichelli (La Nueva Corriente)
- Secretaría de Actas, Prensa y Difusión: Joaquín Galvañ (La Nueva Corriente)
- Secretaría de Cultura y DDHH: Mariel Analchurri (Integración Estudiantil)
- Secretaría de Deportes y Recreación:  Julio Alegre (La Nueva Corriente)
- Secretaría de Delegados y Mat. de Estudios: Matias Micheloud  (Integración Estudiantil)
- Secretaría de Extensión e Inv. Universitaria: María del Huerto Hereñu (La Nueva Corriente)
- Secretaría de Relación Obrero-Estudiantil: Alejo Tika (La Nueva Corriente)